# Třída Baden-Württemberg (F125)
Třída Baden-Württemberg (či též třída F125) je třída fregat německého námořnictva. Celkem byly postaveny čtyři jednotky této třídy. Do služby byly přijaty v letech 2019-2022. Fregaty jsou označovány jako expediční, protože jsou navrženy k dlouhodobému nasazení v mezinárodních, protiteroristických či humanitárních misích, včetně oblastí s tropickým klimatem. Například vůbec nenesou sonar a protiponorkovou výzbroj. Třída F125 je klasifikována jako fregaty, jejich plánovaný výtlak okolo 7 000 tun je však řadí mnohem spíše mezi torpédoborce.

## Stavba

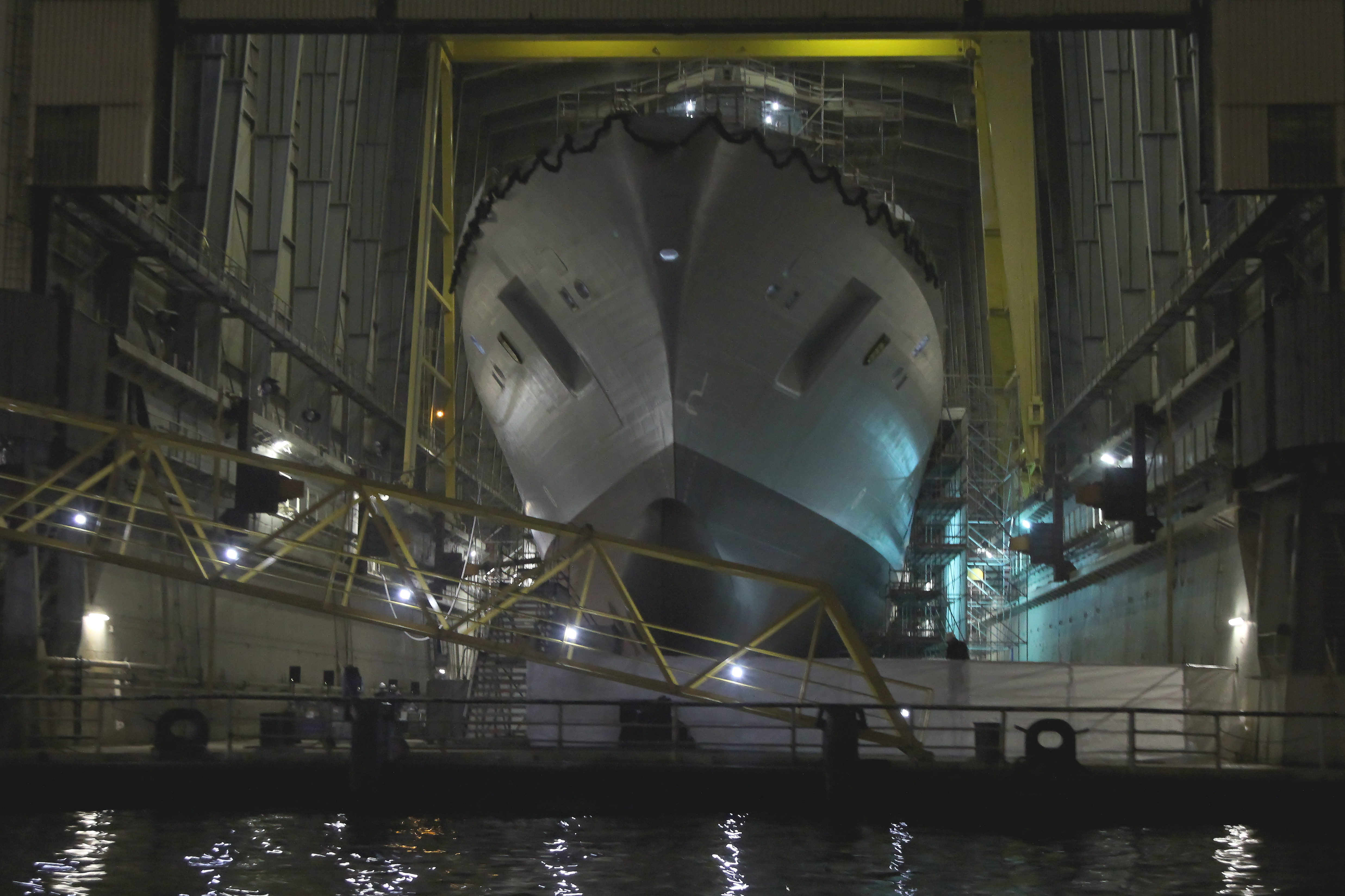
Baden-Württemberg (F222)

Stavba čtveřice fregat této třídy byla objednána v roce 2007 u konsorcia ARGE F125 tvořeného výrobci ThyssenKrupp Marine Systems (pobočky Blohm + Voss a Nordseewerke) a Lürssen. Plavidla představují náhradu za vyřazovaných osm fregat třídy Bremen. Čtveřice fregat měla být dle původních plánů do přijata služby v letech 2016-2018.
Stavba prototypu Baden-Württemberg byla zahájena 9. května 2011 v loděnici Blohm + Voss, přičemž fregata byla na vodu spuštěna 12. prosince 2013. Německé námořnictvo sice fregatu Baden-Württemberg v roce 2016 převzalo, ale na konci roku 2017 byla vrácena výrobci kvůli nápravě množství při zkouškách zjištěných nedostatků (mimo jiné nestabilita a stálý náklon o 1,3° na pravobok). Plánované zařazení do služby proto muselo být odloženo. Německá vyzbrojovací agentura BAAINBw opravenou fregatu převzala 30. dubna 2019. Program tak nabral dvouletý skluz. Nakonec byl prototyp do služby přijat 17. června 2019.
Druhou jednotku Nordrhein-Westfalen (F223) německé námořnictvo převzalo 3. března 2020. Do služby byla přijata 10. června 2020. Třetí jednotku Sachsen-Anhalt (F224) převzalo 31. března 2021.
Jednotky třídy Baden-Württemberg:
| Jméno                      | Založení kýlu     | Spuštěna na vodu  | Vstup do služby   | Status  |
| -------------------------- | ----------------- | ----------------- | ----------------- | ------- |
| Baden-Württemberg (F222)   | 2. listopadu 2011 | 12. prosince 2013 | 17. června 2019   | aktivní |
| Nordrhein-Westfalen (F223) | 24. října 2012    | 16. dubna 2015    | 10. června 2020   | aktivní |
| Sachsen-Anhalt (F224)      | 4. června 2014    | 4. března 2016    | 17. května 2021   | aktivní |
| Rheinland-Pfalz (F225)     | 29. ledna 2015    | 24. května 2017   | 13. července 2022 | aktivní |

## Konstrukce

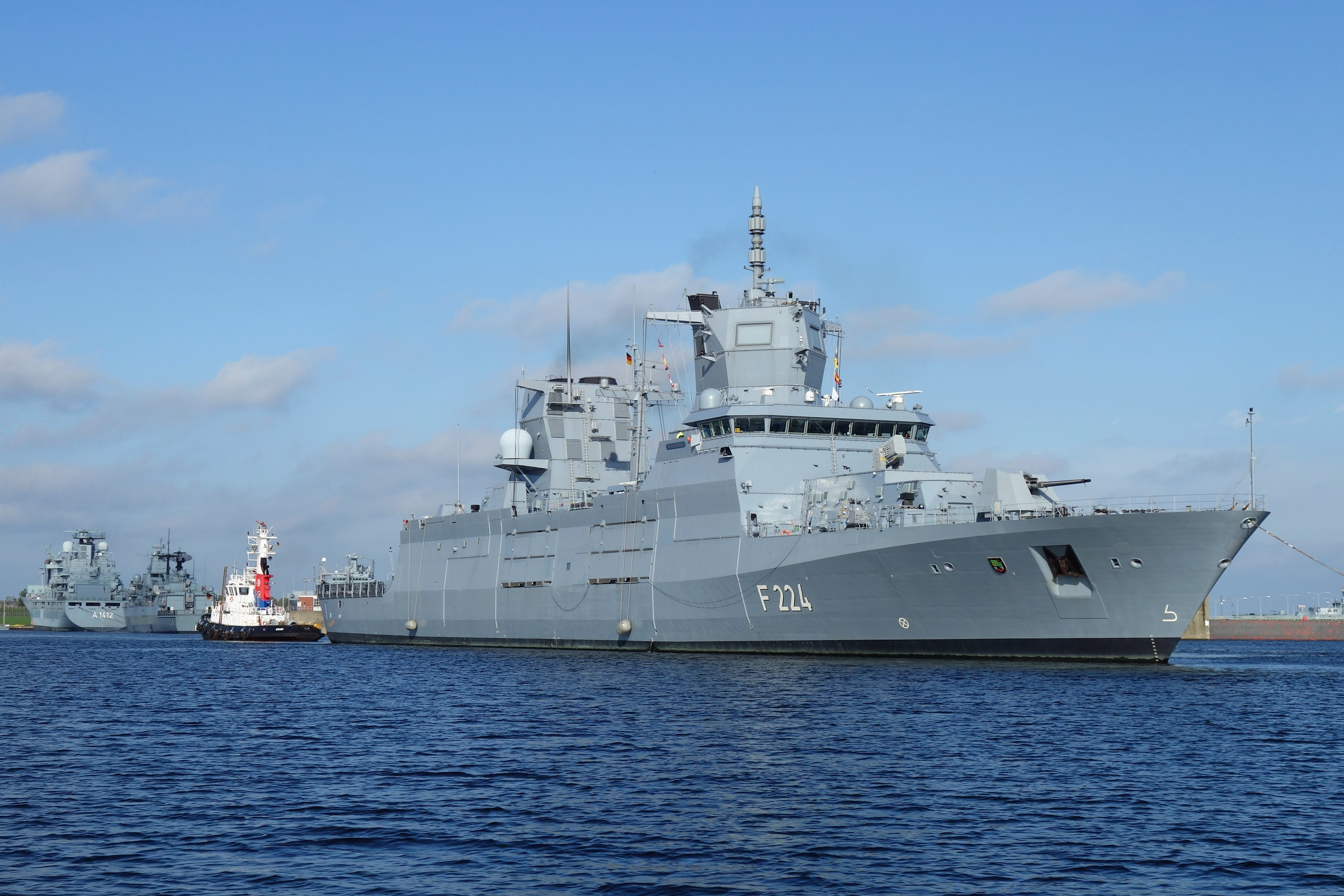
Sachsen-Anhalt (F224)

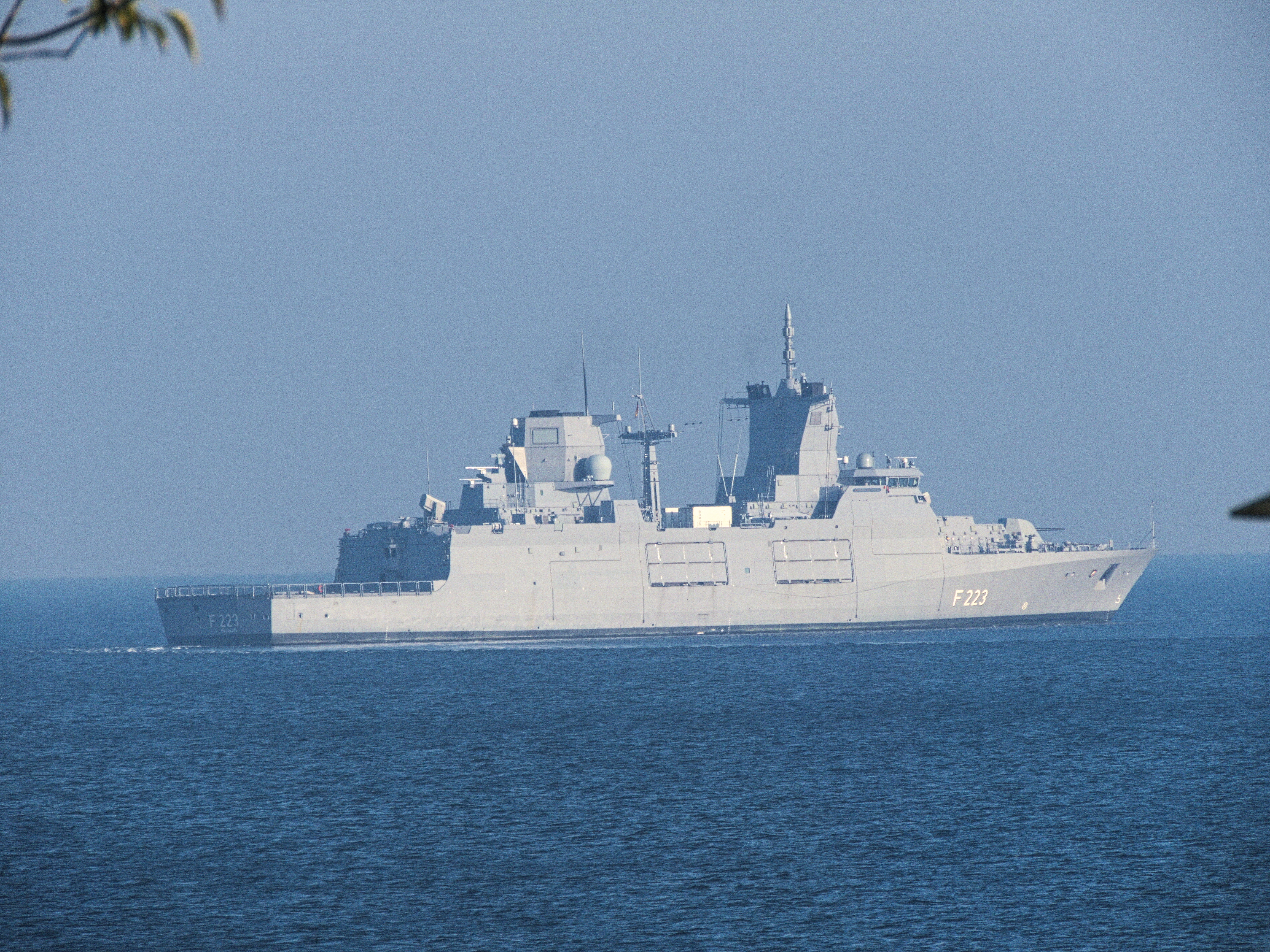
Nordrhein-Westfalen (F223)

Konstrukce fregat vychází z výrazně modifikovaného konceptu MEKO-D. V jejich konstrukci jsou široce uplatněny prvky technologií stealth. Jsou vybaveny radarem Cassidian TRS-4D. Každá fregata je mít dvě posádky po 140 osobách, které jsou rotovat po čtyřech měsících. Díky tomu jsou moci zůstat v operační oblasti až po dobu dvou let. Navíc jsou moci přepravovat 50 mužů speciálních jednotek s vybavením (pro jejich přepravu nesou dva vrtulníky a čtyři čluny).
Fregaty třídy Baden-Württemberg jsou schopny zasáhnout proti hladinovým, vzdušným a pozemním cílům. Nesou rovněž neletální zbraně, jako jsou vodní děla a světlomety. V příďové dělové věži je umístěn jeden 127mm kanón Otobreda. Dále nesou dva 27mm kanóny systému MLG-27 a sedm 12,7mm kulometů, z nichž pět se nachází v dálkově ovládaných zbraňových stanicích Hitrole-NT a zbylé dva jsou ovládány manuálně. Ve středu trupu se nacházejí dva čtyřnásobné kontejnery protilodních střel Harpoon, které později nahradí vyvíjené střely RBS-15 Mk.4. Pro svou vlastní obranu plavidla nesou ještě dva raketové komplety RIM-116 Rolling Airframe Missile. Na zádi se nachází přistávací plocha a hangár pro dva vrtulníky NH90.
Pohonný systém je koncepce CODLAG. Tvoří ho čtyři diesely MTU 20V 4000 M53B, dvě spalovací turbíny General Electric LM2500 a dva elektromotory Siemens. Manévrovací schopnosti zlepšují jeden příďový dokormidlovací zařízení. Nejvyšší rychlost dosahuje 26 uzlů. Dosah je 4000 námořních mil při rychlosti 18 uzlů.